# Syllegomydas brachiatus
Syllegomydas brachiatus är en tvåvingeart som beskrevs av Seguy 1941. Syllegomydas brachiatus ingår i släktet Syllegomydas och familjen Mydidae.
Artens utbredningsområde är Algeriet. Inga underarter finns listade i Catalogue of Life.